# Дом офицеров (Винница)
Дом офицеров в Виннице (укр. Будинок офіцерів) — помещение для сборов и удовлетворения культурно-массовых потребностей военного гарнизона в городе Винница (областном центре Украины). Нынешнее здание было построено по типовому проекту украинского архитектора Иосифа Каракиса изначально для кинотеатра
Расположено на площади Победы по адресу: улица Коцюбинского, дом № 37. 
По состоянию на 2020 год — крупнейшее концертно-художественное учреждение города и области, одно из ведущих мест проведения массовых мероприятий.
В здании проходили мероприятия и выступления, на которые приглашали ветеранов боевых действий
Здание частично уничтожено российским ракетным ударом 14 июля 2022 года.

## История

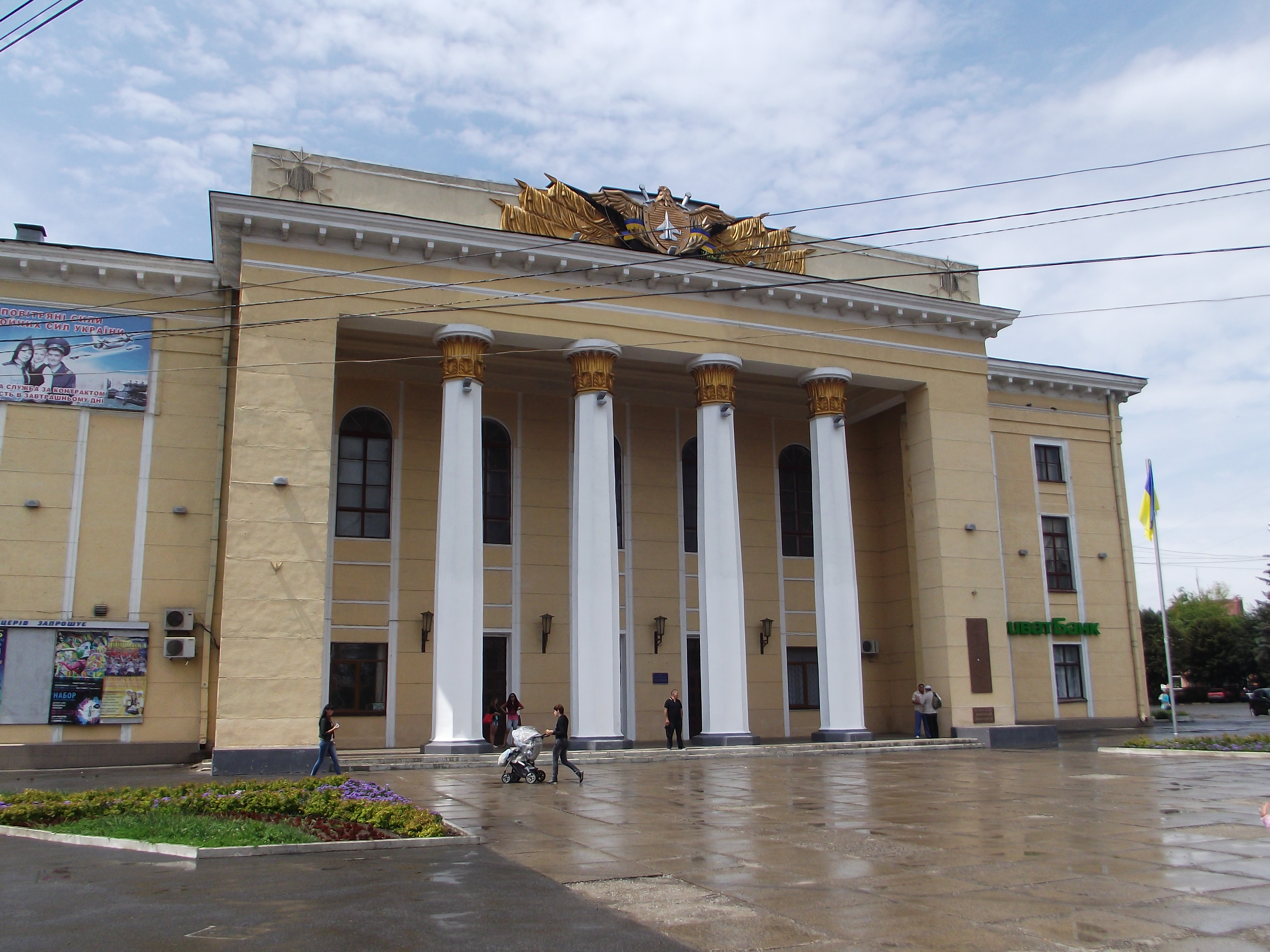
В 2010 году

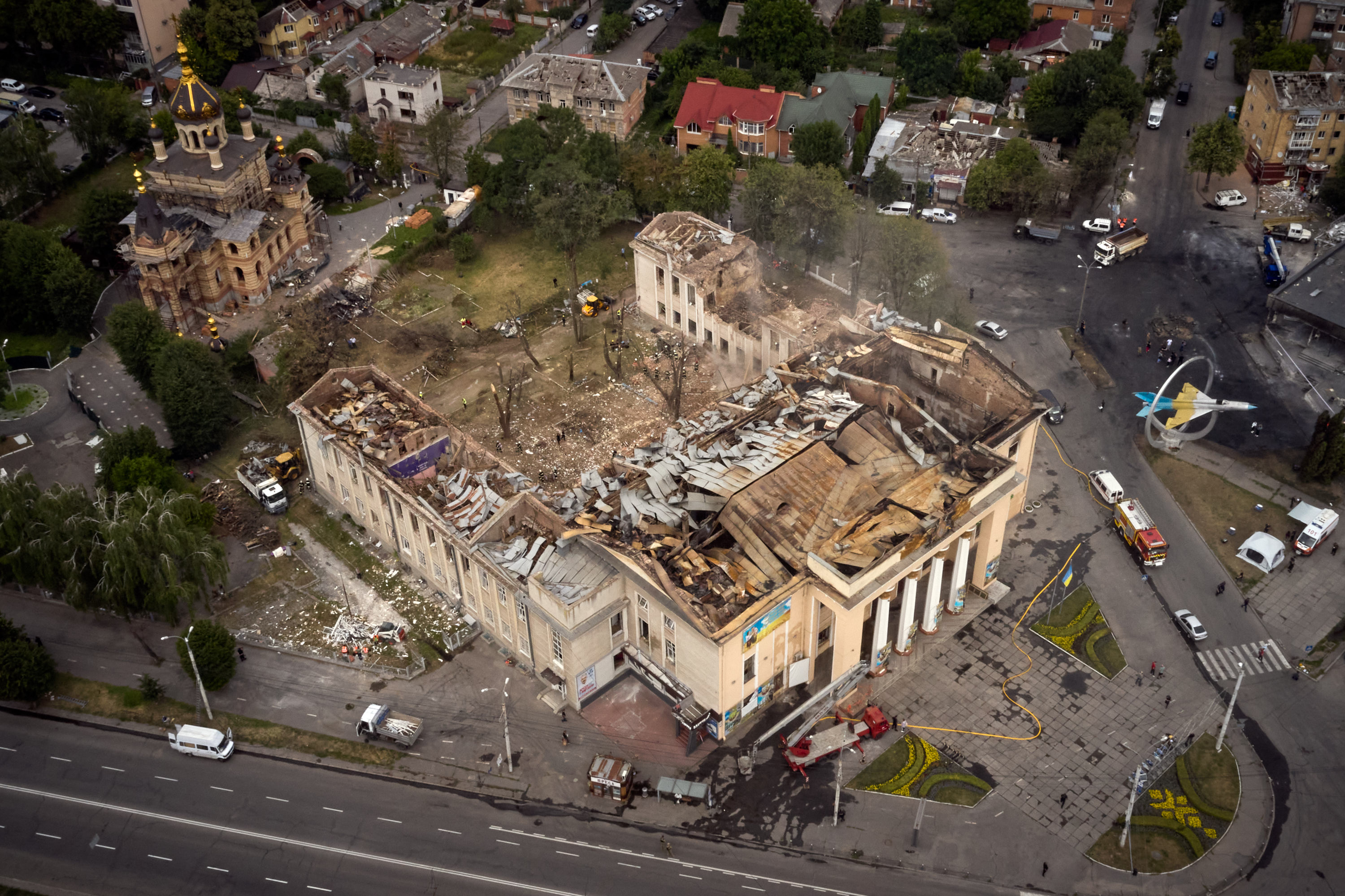
Здание после попадания ракеты

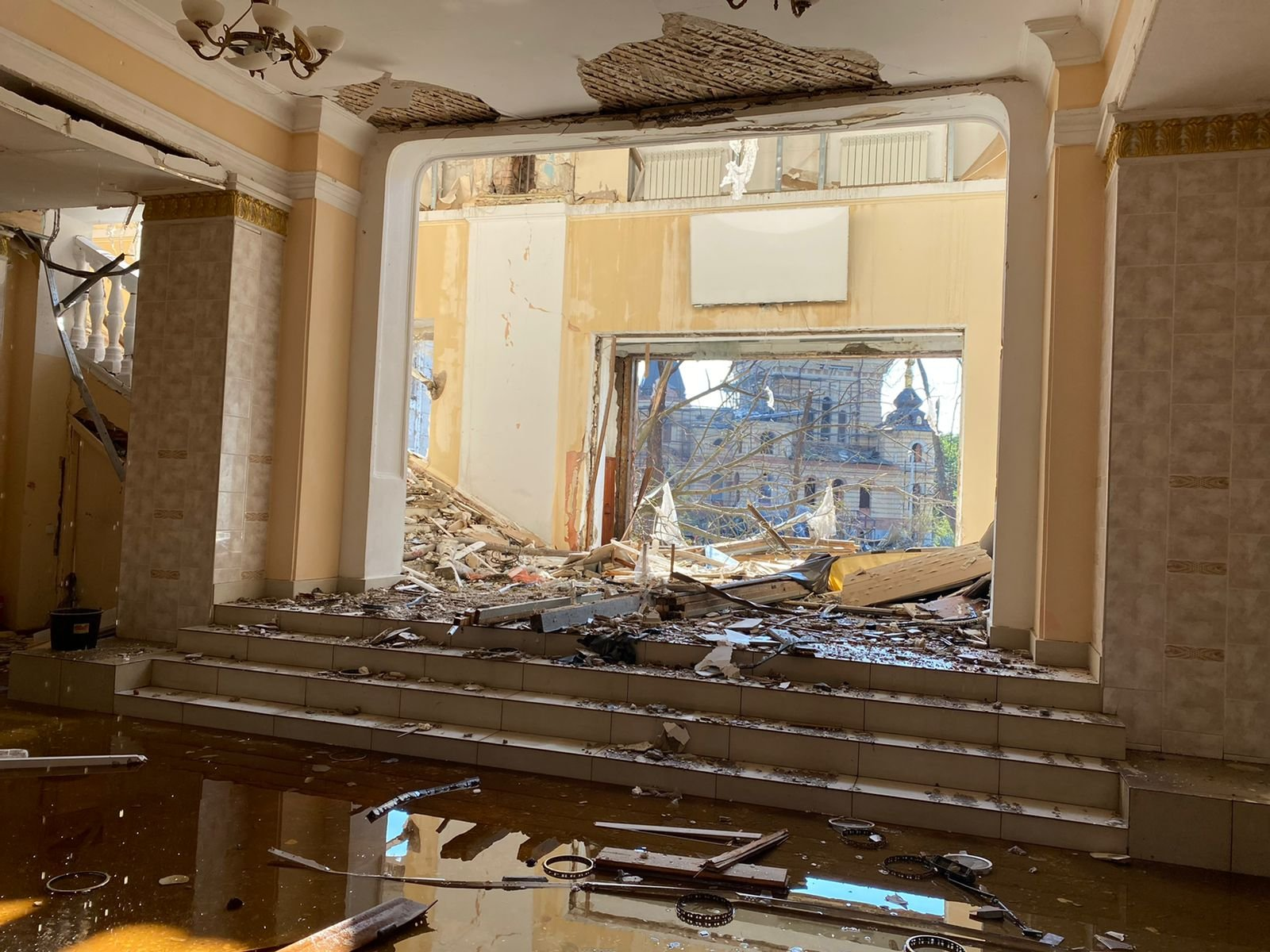
Внутри Дома офицеров

Свою историю винницкий дом офицеров начинает 31 декабря 1925 года с открытия по улице Козицкого Дома Красной Армии. Современный дом офицеров дислоцируется в здании, которое было возведено в 1940 году по типовому проекту украинского архитектора Иосифа Каракиса изначально для кинотеатра, а затем было перепрофилировано в Дом Красной Армии
Во время Второй мировой войны здание было повреждено, все деревянные конструкции были уничтожены. Работы по восстановлению продолжались в 1946—1947 годах. Дом Красной Армии начал действовать 25 сентября 1947 года и подчинялся 43-й Воздушной Армии дальней авиации.
В 1972 году на сцене Дома офицеров году проводил пятидневную встречу Вольф Мессинг.
В послевоенное время, в 1970-х — 1980-х годах на сцене Дома офицеров выступали: Д. Гнатюк, Ю. А. Гуляев, М. Магомаев, Е. С. Матвеев, Е. П. Леонов, А. Д. Папанов, К. И. Шульженко, И. Кобзон, Л. Лещенко, Т. Гвердцители, вокально-инструментальные ансамбли: «Песняры», «Сябры», «Полымя», «Цветы» и другие известные коллективы и артисты.
С 1991 года в помещении Дома офицеров выступали А. Пугачева, И. Билык, Ф. Киркоров, И. Николаев, Н. Королева, Н. Могилевская, Руслана, Н. Катамадзе, Г. Лепс., Студия «Квартал 95», грузинский балет «Сухишвили», вокальный ансамбль «Пиккардийская терция».
Распоряжением Винницкой ОГА № 248 от 25 июля 1997 года внесен в перечень памятников архитектуры и градостроительства (местного значения).
В 1998 году рядом с Домом офицеров установлен монумент в честь создания ВВС Украины, который представляет собой переоборудованный самолёт-истребитель МиГ-21ПФМ.
28 декабря 2004 года Дом офицеров Военно-Воздушных Сил Вооруженных Сил Украины передан в состав Воздушных Сил Вооруженных Сил Украины.
В 2009 году был произведен капитальный ремонт зрительного зала и сцены, установлены новые кресла, сшита новая одежда сцены. После этого зрительный зал вмещает почти 1000 зрителей.
14 июля 2022 года здание было повреждено попаданием российской крылатой ракеты .